# Joseph Bachelier
Pour les articles homonymes, voir Bachelier.
Joseph Bachelier (9 janvier 1810, Nevers - 29 janvier 1886, 16e arrondissement de Paris) était un général de brigade sous le Second Empire français.

## Carrière militaire
- École de cavalerie de Saumur (1828-1830), maréchal des logis
- 4e régiment de hussards (1830-1844), lieutenant
- 2e régiment de chasseurs d'Afrique (1844-1854), capitaine
- 2e régiment de spahis algériens (1854-1863), lieutenant-colonel
- 2e régiment de dragons de Lunéville (1863-1864), colonel
- 4e régiment de chasseurs (1865-1869), colonel
- État-major général (1869), général de brigade
- Seconde brigade de la division de cavalerie du 2e corps de l’armée du Rhin lors de la guerre franco-allemande de 1870, général de brigade
- 2e brigade de la 3e division de Cavalerie du 3e corps de l’armée de Versailles pendant la Commune de Paris (1871), général de brigade

## Guerre de 1870

### Batailles
Pendant la guerre franco-prussienne de 1870 :
- Forbach-Spicheren, le 6 août 1870
- Mars-la-Tour (ou bataille de Rezonville), le 16 août 1870

## Décorations
- Décorations françaises
  -  Commandeur de la Légion d'honneur (1871)
- Décorations étrangères
  - 1re classe avec plaque Ordre du Nichan Iftikhar de Tunis (1870)

## Représentations
- La Charge de la brigade Bachelier à la bataille de Rezonville, peinture de Raymond Desvarreux en 1901